# Вонючий тофу
Вонючий тофу, также тухлый тофу или тухлый доуфу (кит. 臭豆腐, пиньинь chòu dòufu, палл. чоу доуфу) — одна из форм ферментированного тофу (соевого творога), которая имеет сильный запах. Это популярная закуска в странах Востока и Юго-Восточной Азии, особенно в Китае, Малайзии, Тайване и Гонконге, а также в различных анклавах Восточной Азии и в других местах, где обычно продаётся в домах (где и делается в том числе), на ночных рынках и придорожных торговых точках или же подаётся как гарнир к обеду, но только в барах, а не в ресторанах. Традиционно блюдо ферментируют в рассоле вместе с овощами и мясом, иногда в течение нескольких месяцев. Современный вонючий тофу фабричного производства маринуют в рассоле в течение одного или двух дней для придания аромата. 8 марта в азиатских странах является «днём вонючего тофу». 